# Чульпа

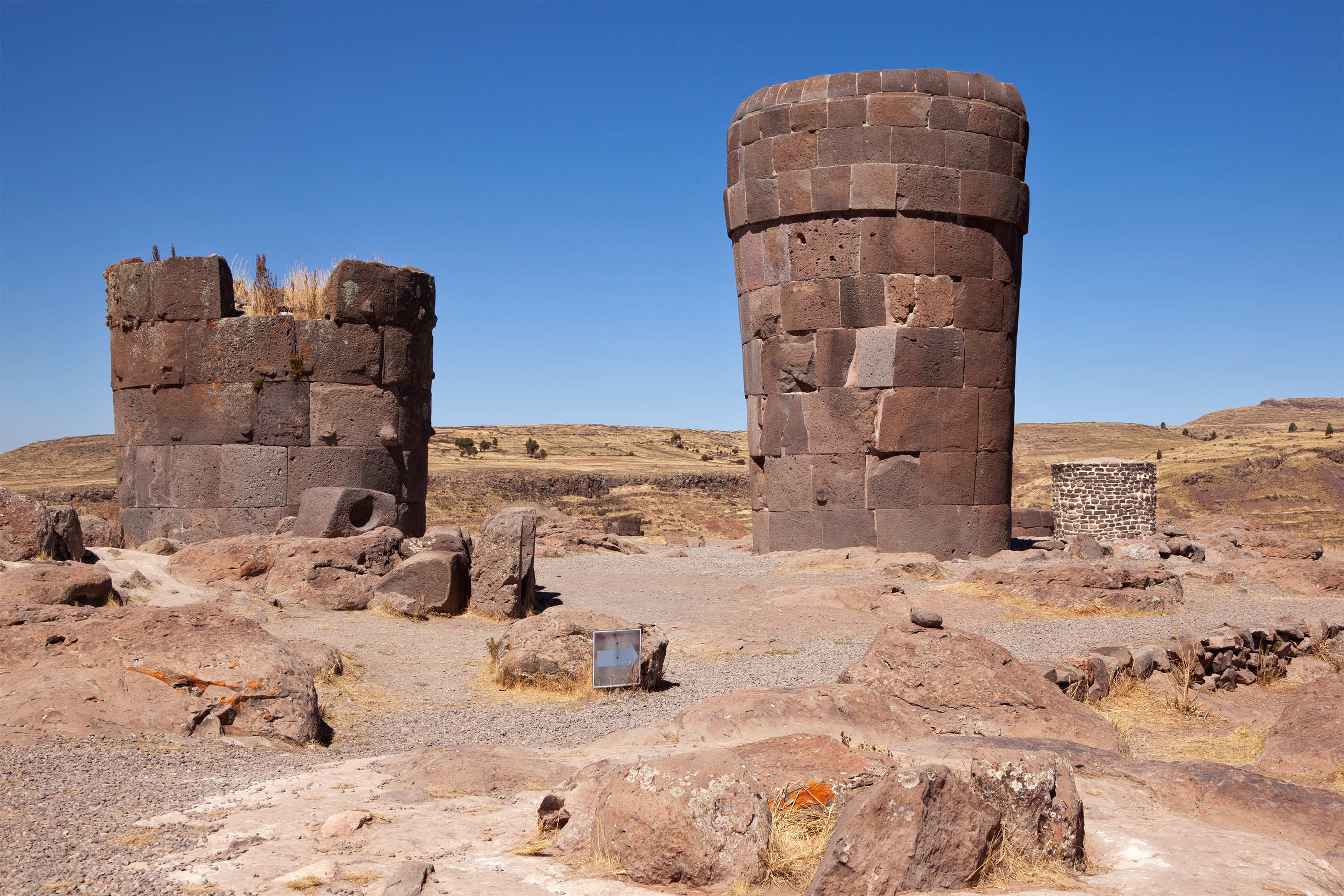
Чульпа в Сільюстані

Чульпа (Chullpa) — циліндрична або прямокутна поховальна вежа, зроблена з каменю або сирцевої цегли. Була поширена у гірських народів Анд, починаючи з останнього періоду існування цивілізації Тіауанако. Найбільшого удосконалення чульпа досягла у державі народу аймара — Колья та в імперії інків Тауантінсую. У вузькому значені відповідала слову «мавзолей», у ширшому сенсі термін «чульпа» означав рештки або людей з сивої давнини.

## Історія
Початок спорудження чульп пов'язують з періодом занепаду Тіауанако у 1000–1100 роках, оскільки деякі з більш грубих та давніх чульп пов'язані з керамікою цієї цивілізації. На півдні сучасного гірського Перу і в нинішній північно-західній Болівії з'являються поховальні споруди невідомого раніше типу — високі вежеподібні склепи-чульпи. В подібних вежах ховали вождів і старійшин різних племен індіанців аймара. Цей період в історії Болівії називають «епохою чульп», оскільки вони стали найхарактернішою особливістю культури Колья. Особливо багато їх було знайдено в області Альтіплано.
Чульпи зустрічаються до району сучасної Ліми, де, вони були пов'язані з племенами хакі, які належать до групи хакарі, та чанка. Втім найбільшого розповсюдження чульпа отримала в племенах аймара. Кожне з них використовувало чульпу окремого типу: «лупака», «омасую», «колья». Після приєднання цих земель інками традиції чульпи були розповсюджені по всій території імперії Тауантінсую.
Чульпи найбільш широко поширені в басейні озера Тітікака — області, що була важливим центром держави аймара, а потім й інків. Південна межа їхнього ареалу доходить до озера Поопо. Особливо багато чульп — близько 200 — збереглося на північному березі Тітікаки в районі Кельєнаті. Найбільший інтерес представляють чульпи, що знаходяться біля озера Умайо, неподалік від головного центру колишньої держави Колья. Похоронні вежі стоять тут на височині півострова Сільюстані (сучасна провінція Пуно, Перу), звідки відкривається вид на Умайо та його околиці. Найбільша найшанованіша з чульп Сільюстані — «Велика башта ящірки».
Більшість чульп, оскільки зводилася представниками панівних династій або знаті, містили численні скарби, золото, прикраси. Тому під час вторгнення іспанських конкістадорів переважна частина чульп була пограбована і зруйновано так званими антігуеро.

## Опис
В перших чульпа техніка обробки каменю була невисокою, часто застосовувалися адоби. З часом аймара, які зуміли створити декілька держав, а потім потужну імперію Колья, значно поліпшили якість спорудження чульп, які зросли у висоті, отримали декілька кімнат.
Їхня конструкція різноманітна, але в районах на південь від озера Тітікака зазвичай зустрічаються прямокутні або квадратні похоронні будівлі зі стінами, складеними з каменів і адобів. Всередині знаходиться кругла або квадратна камера зі склепінчастим перекриттям. Тут зустрічаються як поодинокі, так і колективні поховання. Похоронне начиння нечисленне і маловиразне.
Загалом відомо про 4 типи чульп:
- споруди з добре обтесаного, щільно підігнаного каміння. Форма різна: зустрічаються круглі, квадратні та прямокутні будівлі. Вони близько 6 м заввишки. У верхній частині проходить карниз. Усередині розташована камера з нішами в стінах. Внутрішнє облицювання викладена помилковим зводом. Простір між нею і зовнішнім панциром стін заповнене дрібними каменями й адобами. Зі сходу — низький вхід. Зовні на камінні іноді зустрічаються поодинокі рельєфні зображення ящірок, змій та інших тварин. Часто трапляються в Сільюстані.
- з грубого каміння. Завжди круглі в плані, дуже нагадують чульпи попереднього типу за конструкцією й особливо по наявності карниза, який, втім буває не на всіх чульпах цього типу. За розмірами вони дещо менше споруд першого типу. Камери також менше і не мають ніш. Вхід — зі сходу. В одній чульпі цього типу знайдена підземна камера глибиною 0,50 м під підлогою.
- похоронні башти з горизонтально лежачого каменя, розташовані над підземною поховальною камерою. Простір усередині вежі заповнене адобами та дрібним камінням. Каміння облицювання у верхній частині башти поступово виступають один над одним у вигляді карниза. Вище за нього вони поступово відступають, утворюючи покрівлю. Підземні камери квадратної або прямокутної. Їхня довжина не перевищує 1,5 м. Стіни викладені великим пласким камінням. У камерах зазвичай бувають рештки не менше двох скелетів.
- вкриті адобами. Усередині є камера зі входом зі сходу. Виділяють два підтипи: чульпи з круглою основою (базою) з добре обробленого каміння і верхньою частиною тільки з адобів; чульпи без такої основи. Чульпи цього типу трапляються найрідше.